# زيكو العجيب
زيكو العجيب (باليابانية: ウルトラマンキッズのことわざ物語، بالروماجي: Urutoraman kizzu no kotowaza monogatari)
(بالإنجليزية: Ultraman Kids no Kotowaza Monogatari) هو مسلسل أنمي ياباني من إخراج ماسايوشي أوزاكي وإنتاج استوديو توي أنميشن، عرض الأنمي في 16 أبريل عام 1986 واستمر عرضه حتى 19 نوفمبر عام 1986، وتكون من 60 حلقة. تم دبلجة الأنمي إلى العربية من قبل المركز العربي، وعرض على عدة محطات عربية. ويتحدث المسلسل عن قصة طفل يبحث عن والديه في الكواكب الأخرى بمساعدة أصدقاؤه فيلقى العديد من الأصدقاء في العديد من الكواكب وزيكو لديه قوى غريبة وهي إطلاقه لأشعة قاتلة من رسغه. وأصدقاؤه هم: ريكو - بيكو - شيكو وغيرهم.

## القصة
في الكوكب السابع هبطت سفينة فضاء صغيره بالقرب من مدرسة سلحوف مدير المدرسة ولم يجد بها سلحوف سوا طفل رضيع أسماه زيكو على اسم السفينة التي كانت تحمله فرباه ورعاه كولد له كبر زيكو وعاش في مدرسة سلحوف فقد كانت هي البيت والمأوى له وعاش بين أصدقائه في سكن المدرسة وهم بيكو الفتاة الطيبة وريكو العبقري وتارو الفتى القوي العنيد وفارو المشاكس وبلبل المسكين. يأتي اخر يوم لدراسه ويذهب كل الطلاب لبيوتهم وعند عائلاتهم ما عدا زيكو الذي لا يعلم ان والديه وأين مكانهم فيحس صديقه ريكو بذلك ويفكر بصنع سفينة صغيره اسموها نجم الأطفال وبالخطأ وقد نجحو بذلك ولكن فجأه تحركت نجم الأطفال وهم بداخل وكانوا الاصحاب يريدون الرجوع ولكن ريكو قال هذه فرصه لنبحث عن والدين زيكو فرح زيكو كثير وأستعدو لرحله مليئه بالمغامرات ويتنقل زيكو هو وأصحابه بين الكواكب بحثاً عن والديه وتصبح لدى زيكو قوى خارقه وهي أطلاق اشعه من يديه يعتبر كارتون زيكو من الكراتين مجهولة النهاية ففي الحلقة الاخيره يصل زيكو وأصدقائه إلى الكوكب الاخير ويعلم ان والداه طبيبان يعملان في هذا الكوكب وما أن وصل زيكو اليه الا انهما قادرا ولكن أزداد اصراراً وأزداد حبه لأصدقائه لانهم وعدوه بالوقوف بجانب إلى النهاية.

## الأداء الصوتي
| الشخصية | الأداء الصوتي    |
| ------- | ---------------- |
| بيكو    | كيكو هان         |
| ما      | كيوكو يامادا     |
| سيبو    | ماساكو سوغايا    |
| روكي    | نوريكو تسوكاسي   |
| بيغوكو  | نوريكو أويمورا   |
| بورو    | هيروشي أوتاكي    |
| غاتسون  | كانيتا كيموتسوكي |
| ميدوري  | توميكو سوزوكي    |
| المعلم  | تيكيشي آونو      |
| الراوي  | ميتسو يوشيمورا   |

## الأصوات العربية
- سهير فهد - زيكو العجيب
- حسين أبو حمد
- هالة عودة
- غنام غنام
- سناء مفلح
- محمد خليل
- سهى الطويل
- وليد برماوي

بالإشتراك مع
- عبير عيسى

## طاقم العمل
- الترجمة: د. محمد الخزعلي: الإشارة
- الحان : عامر ماضي
- غناء : عايده
- إنتاج وتوزيع: مؤسسة العنود للإنتاج الفني (أكرم المومني)
- الإشراف الفني: عمر حامد: النهاية
- تسجيل الصوت والمكساج: محمد الخروف: الإشراف الهندسي
- المهندس : ثاني المومني
- إدارة الإنتاج: خالد المومني
- متابعة الإنتاج: فخري خميس
- كتابة إلكترونية: رانية العوران
- تم الدوبلاج في إستوديوهات العربي: عمان - الأردن
- الإشراف الفني: عمر حامد